# Fokker M.5

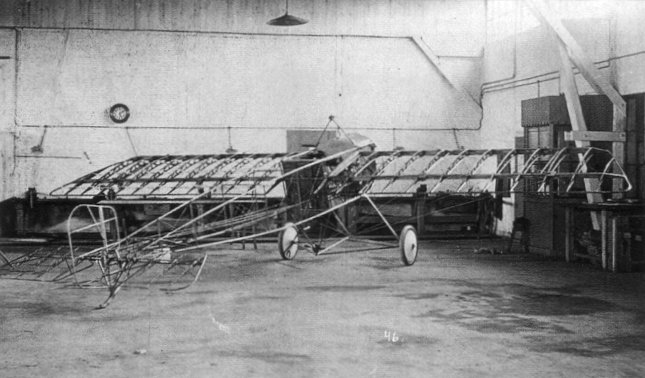
Fokker M.5 prototype(1913)

De Fokker M.5 was een Duits eenzitter verkenningsvliegtuig gebouwd door vliegtuigbouwer Fokker aan de vooravond van de Eerste Wereldoorlog. De eerste vlucht van deze militaire eendekker was in 1913. De M.5 stond aan de basis van het eerste succesvolle Duitse jachtvliegtuig, de Fokker E.I.

## Ontwerp
Het ontwerp van de M.5 was afgeleid van het Franse Morane-Saulnier Type H vliegtuig. Deze eendekkers hadden geen vrijdragende vleugels, maar een constructie met spandraden. De romp van de Morane-Saulnier vliegtuigen waren geconstrueerd van hout, terwijl de Fokker rompen van chroom-Molybdeen staalbuis werden gemaakt. Het M-5 richtingroer en hoogteroer waren volledig beweegbaar en hadden geen vast gedeelte. Het toestel was verder stevig, maar toch licht gebouwd en zeer goed bestuurbaar (hoewel erg gevoelig rond de dwarsas). Het vliegtuig was ook geschikt voor aerobatics. Anthony Fokker heeft zelf diverse kunstvluchten met het toestel uitgevoerd. 
Er bestond zowel een versie met een grotere spanwijdte: de M.5L en een kleinere (korte) spanwijdte: de M.5K (Kurz, Duits voor kort). De M.8 was de tweezitsversie, ook bekend als de Fokker A.I. 
Begin 1915 werden 10 M.5K toestellen besteld onder de militaire aanduiding 'A.III'. Maar voor de uiteindelijke levering werden vijf stuks uitgerust met een gesynchroniseerde 7,92 mm Parabellum MG14 mitrailleur, wat de eerste Fokker 'M.5K/MG' productieprototypes van het Fokker E.I gevechtsvliegtuig opleverde.

## Varianten

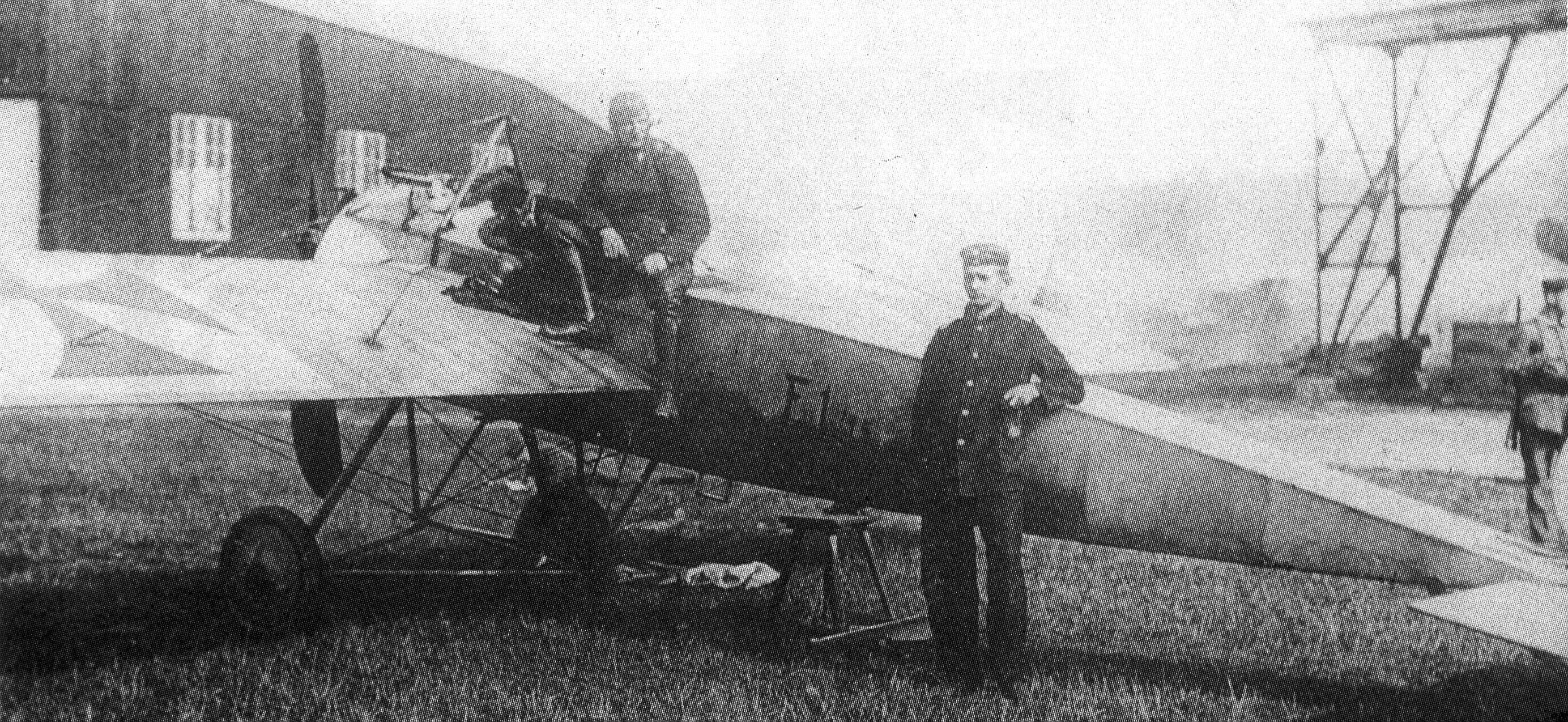
Fokker E.I

M.5K(K- Kurz – kort) Versie met kleine spanwijdte, hernoemd naar   de Duitse militaire aanduiding Fokker A.III. Het toestel deed dienst als verkenningsvliegtuig.
M.5L(L – Lange – lang) Versie met grote spanwijdte, hernoemd naar   de Duitse militaire aanduiding Fokker A.I.  Het toestel deed dienst als verkenningsvliegtuig.
M.5K/MGVijf M.5K vliegtuigen werden bewapend met een gesynchroniseerde 7,92 mm Parabellum MG14 mitrailleur, de productieprototypes van de Fokker E.I.
M.6Een tandem tweezittervesie van de M.5. Het toestel is verloren gegaan tijdens het uitvoeren van een gesimuleerde motorstoring-noodlanding.
M.7Gebaseerd op de M.5, maar de M.7 was een sesquiplane (anderhalfdekker). 20 exemplaren van de M.7 werden gemaakt voor de Duitse Marine.
M.8Side-by-side tweezits verkenner. Hernoemd naar A.II of A.I.
Fokker A.IHernoemde M.5L
Fokker A.IIHernoemde M.8
Fokker A.IIIHernoemde M.5K
Fokker E.IBewapende productieversie in dienst van het Duitse leger, ook bekend als de beruchte Fokker Eindecker (54 gebouwd). Er bestaat ook een Fokker E.II met een 100 pk negencilinder Oberursel U.I motor (49 gebouwd). Samen met de 249 geproduceerde exemplaren van de Fokker E.III waren de Eindeckers verantwoordelijk voor een periode van Duits luchtoverwicht in WOI, de Fokker scourge (Fokker plaag).
Fokker W.3/W.4M.7 sesquiplane uitgerust als watervliegtuig met drijvers.

## Specificaties
- Type: Fokker M.5K
- Fabriek: Fokker
- Bemanning: 1
- Lengte: 7,2 m
- Spanwijdte: 9,5 m

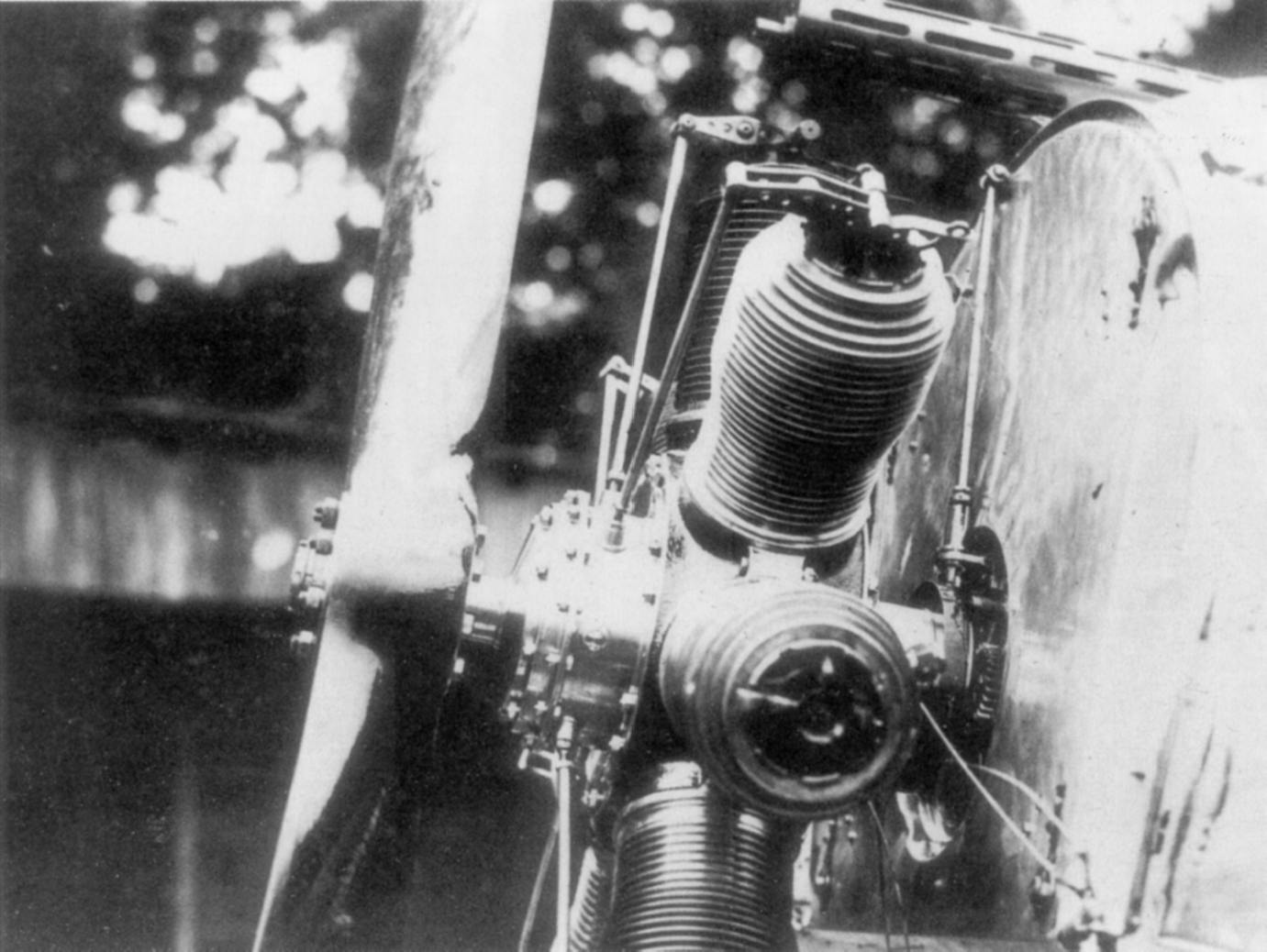
Oberursel U.0 rotatiemotor met de eerste versie van het mitrailleur-propeller synchronisatiesysteem (verticale stang achter de motor).

- Motor: 1 × Oberursel U.0 zevencilinder rotatiemotor, 80  pk
- Propeller: tweebladig, hout met vaste spoed
- Eerste vlucht: 1913

Prestaties
- Maximumsnelheid: 130 km/u
- Plafond: 3000 m